# استاکن‌بورخ
استاکن‌بورخ (به هلندی: Stakenborg) یک آبادی در هلند است که در فلاخت‌وده واقع شده‌است.